# Rüblanden
Rüblanden ist ein Gemeindeteil der Gemeinde Ottensoos im Landkreis Nürnberger Land (Mittelfranken, Bayern). Rüblanden liegt in der Gemarkung Weigenhofen.

## Lage
Das Dorf liegt in der südwestlichen Albrandregion und befindet sich etwa zweieinhalb Kilometer südöstlich des Ortszentrums von Ottensoos und liegt auf einer Höhe von etwa 365 m ü. NHN.

## Geschichte
Die erste zweifelsfreie Ersterwähnung von Rüblanden war im Jahr 1284, als die Schenkung eines Rüblander Hofes an das Kloster Engelthal beurkundet wurde. Von 1284 bis in das 16. Jahrhundert hinein unterstand der Ort dann der Herrschaft dieses Klosters. Ein Zäsur für das Dorf bildete schließlich der Landshuter Erbfolgekrieg. Im Zuge dieses Krieges gelang es der Reichsstadt Nürnberg die kurpfälzischen Gebiete um das Städtedreieck Lauf–Hersbruck–Altdorf relativ schnell einzunehmen. Die militärischen Auseinandersetzungen zogen sich dann jedoch bis zum Jahr 1520 hin, erst ein zum Ende des Jahres zwischen Nürnberg und der Kurpfalz abgeschlossener Friedensvertrag beendete diese schließlich. Durch diese Vereinbarung erhielt die Reichsstadt unter anderem die bis dahin pfälzische Vogtei über das Kloster Engelthal zugesprochen, womit auch Rüblanden unter die Nürnberger Landeshoheit gelangte. Als 1525 im Gebiet der Reichsstadt Nürnberg die Reformation eingeführt wurde, verbot der Rat der Stadt allen Klöstern seines Territoriums die Neuaufnahme von Novizinnen und Novizen, womit das Ende deren Bestehens auf absehbare Zeit besiegelt war. Beim Kloster Engelthal fand dies im Jahr 1565 statt, als die beiden letzten überlebenden Nonnen die klösterlichen Besitzungen in die Betreuung des Rates der Reichsstadt Nürnberg übergaben. Die Verwaltung dieser neuen Eigentümer wurde anschließend von dem seit 1515 bestehenden Pflegamt Engelthal organisiert. Bis zum Ende des Heiligen Römischen Reiches gehörte Rüblanden dann zu diesem Verwaltungsgebiet und teilte dessen Schicksal. Dieses kulminierte schließlich in der 1806 erfolgten Annexion der Reichsstadt Nürnberg durch das Königreich Bayern. Die über mehrere Jahrhunderte bestehenden engen Beziehungen zwischen Rüblanden und dem Kloster bzw. später Pflegamt Engelthal fanden damit schließlich ihr Ende.
Nach der Übernahme der Reichsstadt Nürnberg und zahlreicher anderer Territorien begann das Königreich Bayern mit mehreren Verwaltungsreformen, die eine einheitliche Neuordnung des Königreichs zum Ziel hatten. Im Zuge dieser Reformen wurde Rüblanden im Jahr 1818 mit dem zweiten Gemeindeedikt zu einem Bestandteil der Ruralgemeinde Weigenhofen.
Noch vor dem Beginn der Gebietsreform in Bayern wurde Rüblanden am 1. Januar 1966 nach Ottensoos umgemeindet. Dies geschah auf den ausdrücklichen Wunsch der Einwohner, unter anderem deshalb, weil die direkte Verbindung zum Gemeindesitz in Weigenhofen lediglich ein unbefestigter Feldweg war. Für den bis dahin Rüblanden zugeordneten Kohlschlaghof wurde allerdings eine andere Regelung gefunden, denn die Gemeinde Weigenhofen hatte zur besseren Anbindung an das öffentliche Straßenverkehrsnetz mittlerweile eine asphaltierte Straße zu dem abgelegenen Einödhof anlegen lassen. Diese zweigt von der Verbindungsstraße Weigenhofen-Ottensoos ab, so dass keine direkte Straßenverbindung mit Rüblanden besteht. Der Kohlschlaghof verblieb daher bei der Gemeinde Weigenhofen und gelangte zusammen mit dieser später zur Stadt Lauf.

## Baudenkmäler

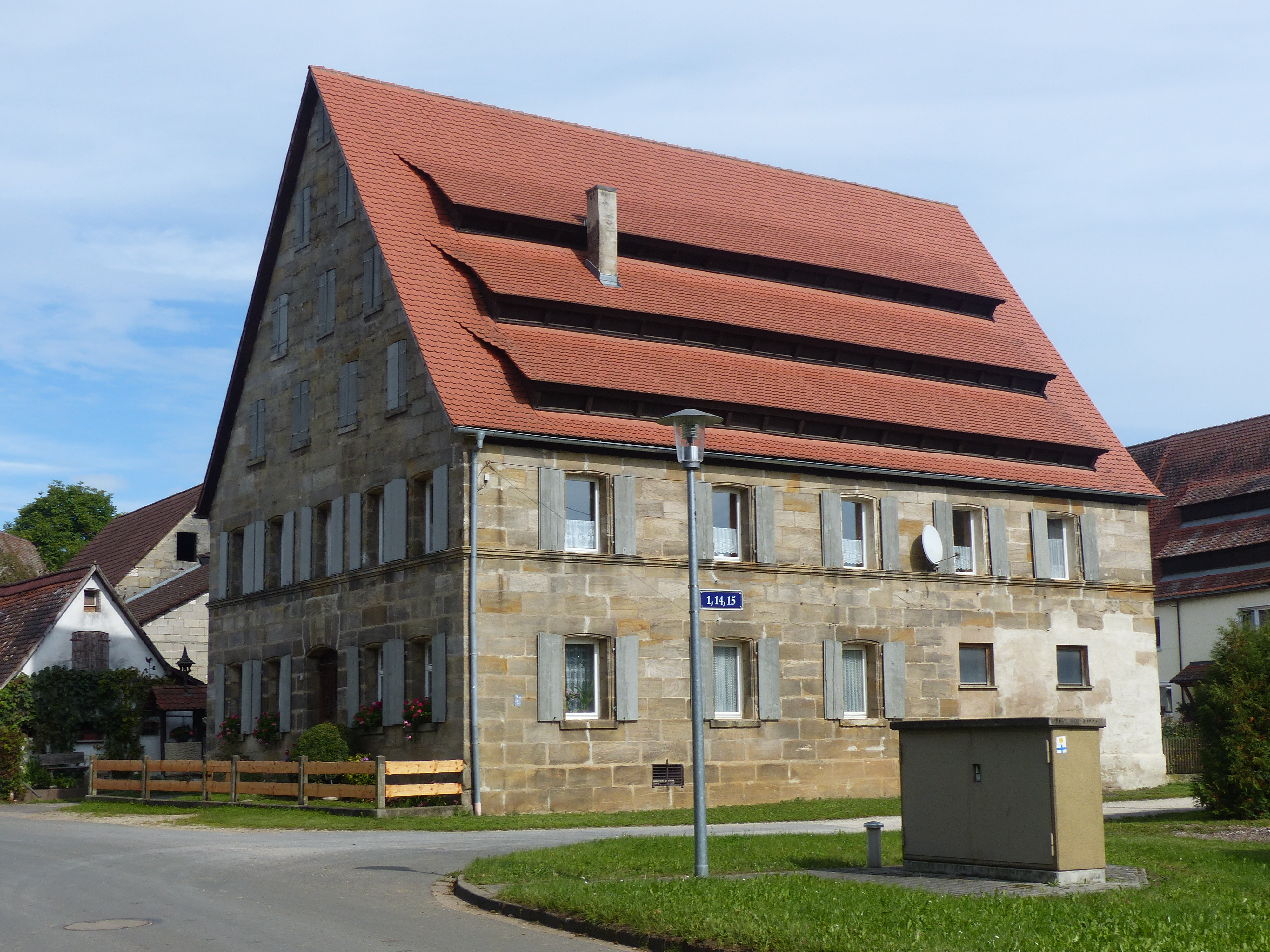
Ehemaliges Wohnstallhaus in Rüblanden

Im Ortsbereich von Rüblanden befinden sich einige denkmalgeschützte Bauwerke, darunter mehrere Bauernhäuser und ein ehemaliges Wohnstallhaus.